# Benito Fontcuberta
Benito Fontcuberta y Pardo (Calaceite, 4 de enero de 1843-Tortosa, 21 de noviembre de 1904) fue un militar carlista, farmacéutico, catedrático y periodista español.
Teniente coronel de las fuerzas carlistas del Maestrazgo y Tarragona durante la guerra de 1872-1876, fue posteriormente fundador del tradicionalista Semanario de Tortosa.

## Biografía

### Juventud y acciones militares
Desde 1855 a 1867 cursó Latinidad, Filosofía y Teología en Tortosa, obteniendo el grado de Bachiller con la calificación de nemine discrepante. Estudió más tarde la carrera de perito agrimensor y el Bachillerato en Artes en el instituto de Tarragona, obteniendo brillantes notas en todas las asignaturas, y a fines del año 1868 empezó en la Universidad de Barcelona la carrera de Farmacia, que terminó en 1871.
Después del destronamiento de Isabel II, fue encargado por caracterizados jefes carlistas de organizar el distrito de Valderrobres y pueblos limítrofes de Gandesa y Alcañiz. En los años 1870 al 1872 desempeñó con riesgo de su vida muy delicadas comisiones del servicio y el 1 de septiembre de 1873 se unió al frente de unos 200 aragoneses a las fuerzas que operaban a las órdenes de Segarra, participando en la tercera guerra carlista
Al día siguiente por la mañana, 18 voluntarios liberales se les rendían a discreción en Maella, y por la tarde otros 100 en Batea, y el día 18 del propio mes desarmó con su gente a 100 voluntarios de Ulldecona, siendo encargado de la capitulación de esta villa.
Durante el bloqueo de Morella, en octubre de 1873, contuvo al general enemigo Santa Pau que acudía en auxilio de la plaza; y en la acción de Ares, ocurrida el 25 de noviembre del mismo año, se distinguió extraordinariamente con la Compañía de su mando.
Con 150 infantes y 50 caballos tuvo después el encargo de vigilar a las guarniciones liberales de Vinaroz, Amposta y Tortosa; y el 17 de febrero de 1874 asaltó Vinaroz al frente de 4 compañías, por cuyo brillante hecho de armas fue ascendido a Comandante.
Organizó el 5.º Batallón del Maestrasgo, con el cual asistió a la acción de Gandesa (4 de junio de 1874), ganó en la de Villafranca del Cid la Cruz Roja de 2.ª clase del Mérito Militar y en 1875, cuando estaba encargado del laboratorio químico del Centro, establecido en el Hospital de Horta, quedó prisionero de guerra; y canjeado al poco tiempo, ingresó en el Ejército carlista del Norte, se batió al frente de una Compañía en la acción de Puente la Reina y fue promovido a Teniente Coronel poco antes de concluirse la guerra, después de la cual fue preso y encausado en Tortosa. Al ser absuelto, fijó su residencia en esta última ciudad.

### Actividad periodística e intelectual

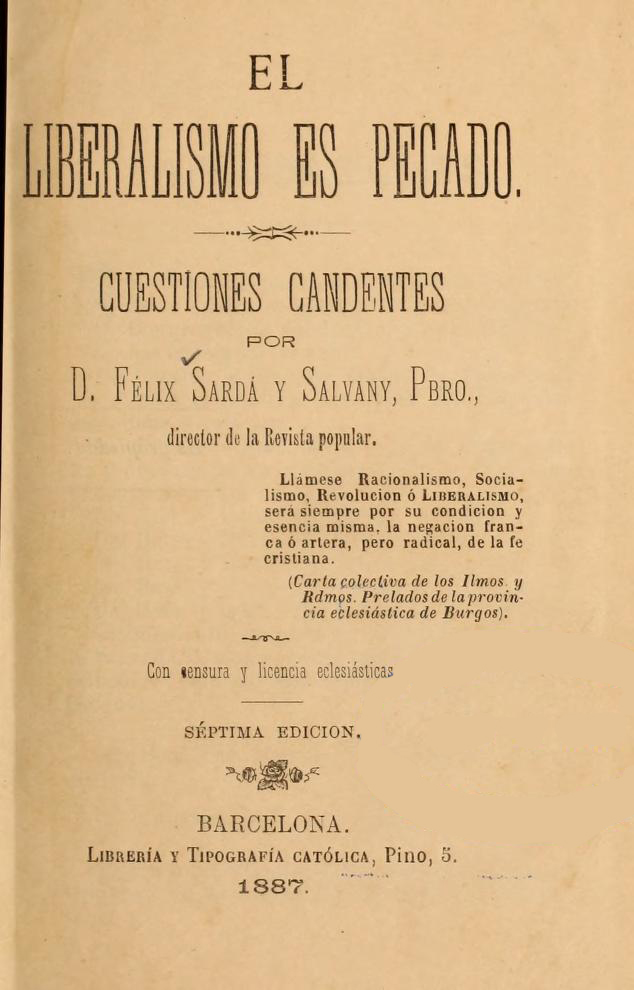
Portada de 1887 de El liberalismo es pecado.

En 1882 fundó y dirigió el Semanario de Tortosa, periódico afecto a Ramón Nocedal que se publicó hasta 1888, año en que fue expulsado del carlismo, tras formular una declaración colectiva junto con otros ocho periódicos tradicionalistas catalanes con motivo de las medidas adoptadas en Pamplona por Simón Montoya contra el diario El Tradicionalista, considerado rebelde a las autoridades carlistas. También fue redactor de otros periódicos. Tras su expulsión del carlismo, fue jefe comarcal del Partido Católico Nacional.
Con el seudónimo de «Un teólogo de antaño» publicó la serie de artículos de Sardá y Salvany que se coleccionaron después con su título primitivo de El liberalismo es pecado, y que tuvo grandes efectos en la política española.
Además de su actividad periodística, durante 18 años fue profesor de matemáticas en el Seminario Conciliar de Tortosa y durante 27, y hasta el mismo día de su muerte, explicó esta y otras asignaturas en el Colegio de San Luis Gonzaga de Tortosa. Fue asimismo farmacéutico en Roquetas.
Entregado a la caridad, fue uno de los socios más activos del Círculo Católico de Obreros de Tortosa. Figuró muchos años entre los socios de San Vicente de Paúl y visitó semanalmente a los reclusos de la cárcel local, así como a los enfermos del Santo Hospital.

### Fallecimiento
Falleció a consecuencia de un ataque de apoplejía. A su muerte, El Siglo Futuro dijo que la España católica perdía «no sólo uno de los mejores soldados, sino un espejo de caballeros, un modelo de cristianos y españoles, de lo que no va quedando en el mundo». También sería elogiado por los periódicos católicos y carlistas tortosinos: El Restaurador lo calificó como un «entusiasta soldado de la Tradición, por cuya defensa luchó ardientemente con la espada y con la pluma» y el Correo de Tortosa lo definió como «caballero ejemplar y católico integérrimo».
Estuvo casado con Pilar Fontanet, con la que tuvo una hija, Pilar Fontcuberta Fontanet. Esta casó con el médico Joaquín Ferrer y Ferrer, jefe de la Comunión Tradicionalista en los distritos de Tortosa, Roquetas y Gandesa, y diputado provincial jaimista.